# 13641 de Lesseps
13641 de Lesseps è un asteroide della fascia principale. Scoperto nel 1996, presenta un'orbita caratterizzata da un semiasse maggiore pari a 3,0723059 UA e da un'eccentricità di 0,1599232, inclinata di 0,82609° rispetto all'eclittica.